# سبدنشین دورست
سبدنشین دورست (نام علمی: Cisticola guinea) نام یک گونه از سرده سبدنشین است.